# Leopoldo I di Anhalt-Dessau
Leopoldo I di Anhalt-Dessau, detto der alte Dessauer cioè il Vecchio di Dessau (Dessau, 3 luglio 1676 – Dessau, 7 aprile 1747), è stato un principe tedesco.

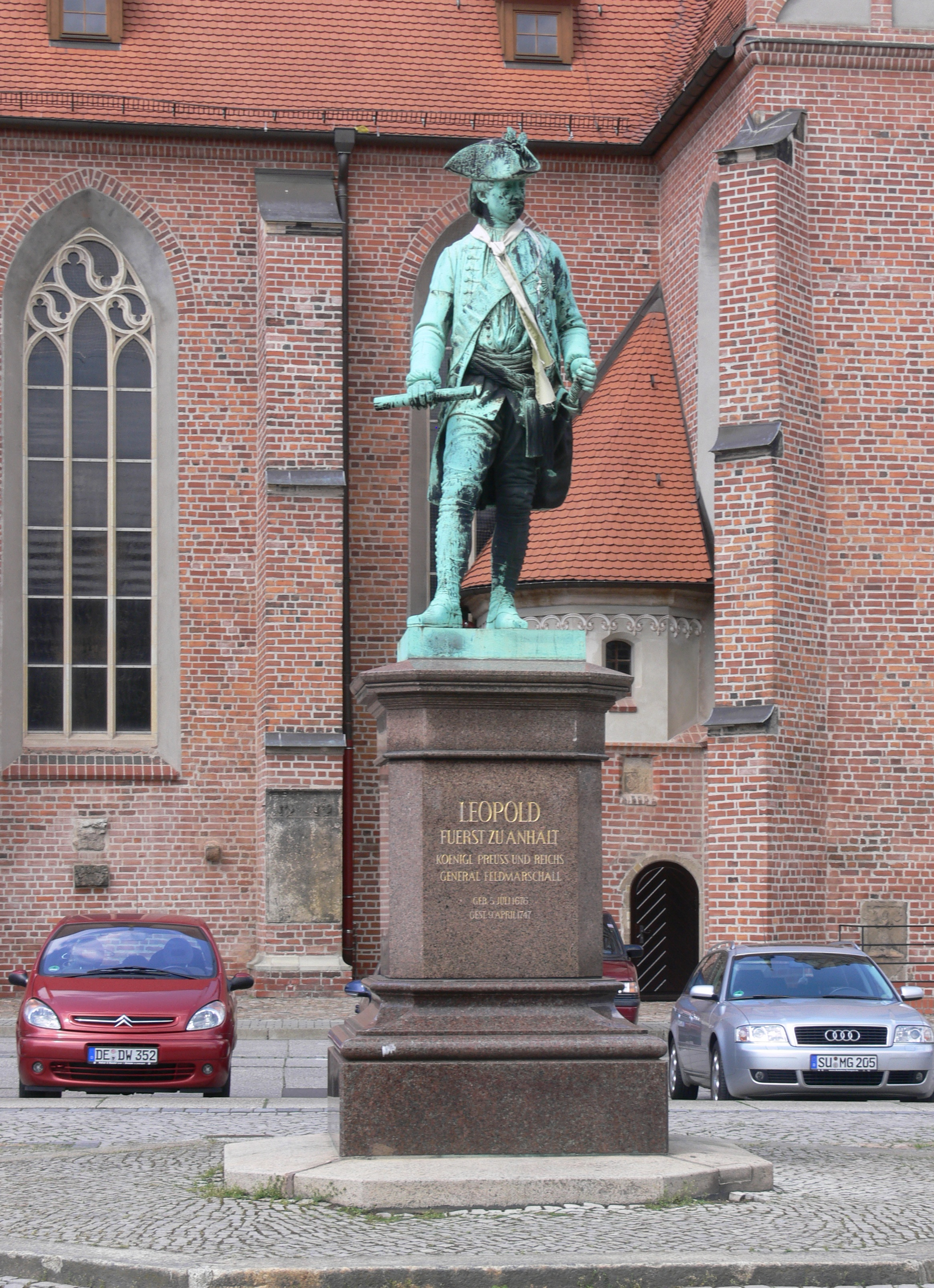
Monumento a Leopoldo I nella città di Dessau

Fu principe di Anhalt-Dessau e Feldmaresciallo dell'esercito prussiano: fu tra i più importanti generali della storia prussiana, insignito anche della medaglia dell'ordine dell'aquila nera, la più alta onorificenza prussiana, ebbe anche il merito di modernizzare la fanteria prussiana.

## Biografia
Leopoldo era l'unico figlio sopravvissuto del principe Giovanni Giorgio II di Anhalt-Dessau e di Enrichetta Caterina d'Orange. Sin dalla propria giovinezza si votò alle armi, alle quali si educò fisicamente e mentalmente. Egli divenne così colonnello di un reggimento prussiano nel 1693 e, nello stesso anno, alla morte del padre, venne chiamato ad assurgere al trono di Anhalt-Dessau. Durante l'intero arco della sua lunga vita egli riuscì a concordare i propri impegni di principe sovrano con il ruolo di ufficiale prussiano.
La sua prima campagna militare ebbe luogo nel 1692 nei Paesi Bassi, ove fu presente all'assedio di Namur. Egli rimase sul campo di battaglia sino alla fine del conflitto, nel 1697, mentre gli affari del principato venivano condotti dalla madre, la principessa Enrichetta Caterina d'Orange.
Nel 1698 sposò Anna Luisa Föhse (1677 - 1754), figlia del farmacista di Dessau, nonostante la strenua opposizione della madre, e si preoccupò in seguito di farle ottenere il titolo di principessa dall'Imperatore (1701). La loro vita matrimoniale fu lunga e felice, e la principessa ebbe una notevole influenza sulla ferrea natura del marito il quale non cessò mai di porla al centro della sua vita, ed alla morte della madre, la pose come sua reggente al principato durante le sue assenze, dovute alle continue campagne militari. Altre volte, invece, Anna Luisa accompagnò Leopoldo sui campi di battaglia. Verso la fine della propria vita Leopoldo ebbe tuttavia anche due figli illegittimi da Sofia Eleonora Söldner (1710 - 1779), il primo dei quali fu il trisavolo di Manfred von Richthofen.

## L'ascesa militare

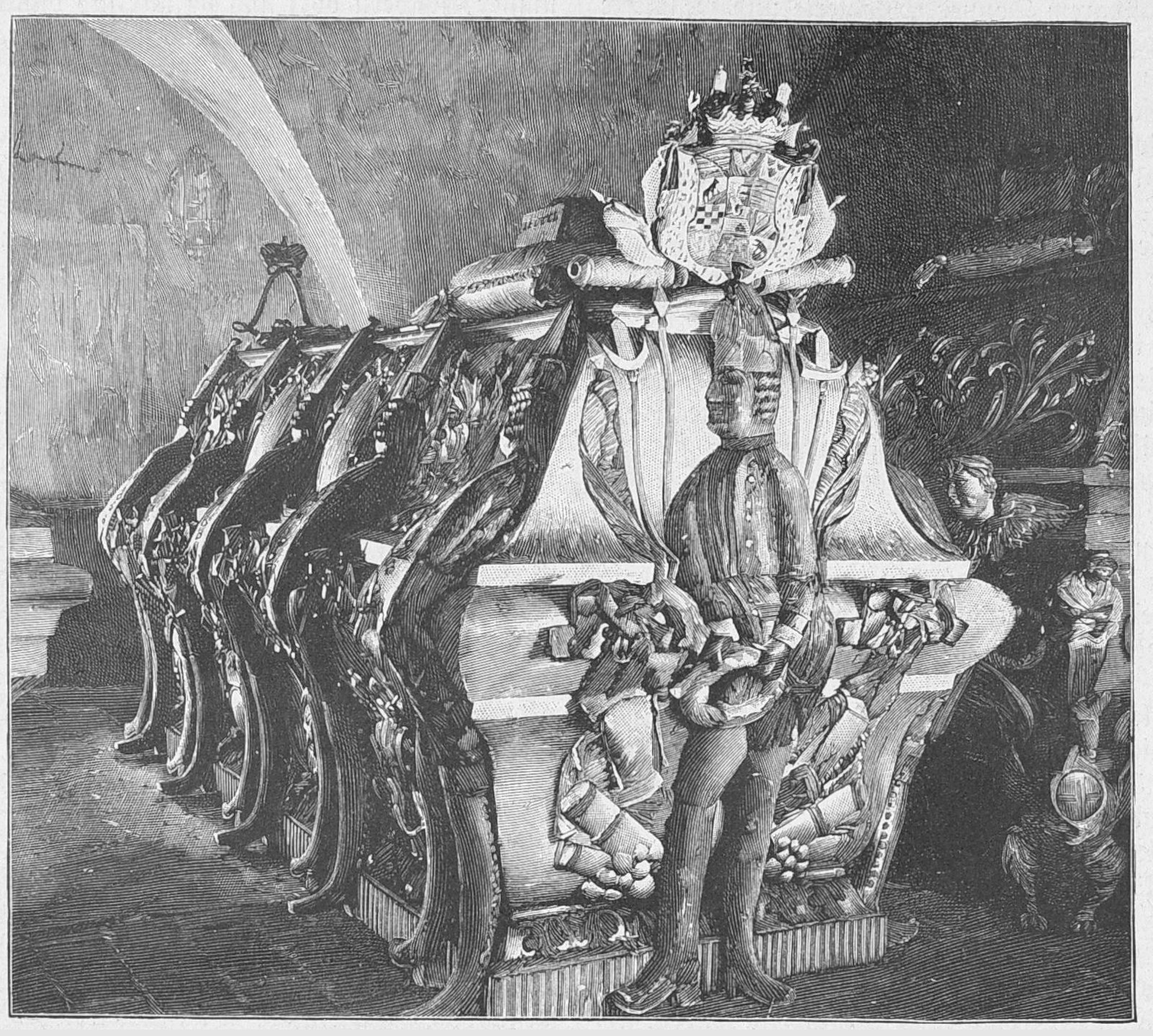
Immagine della tomba di Leopoldo I prima che venisse distrutta

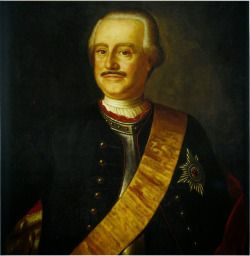

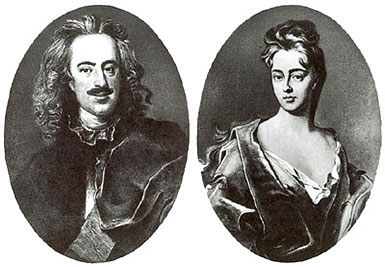
Leopoldo I di Anhalt-Dessau e la moglie Anna Luisa Föhse

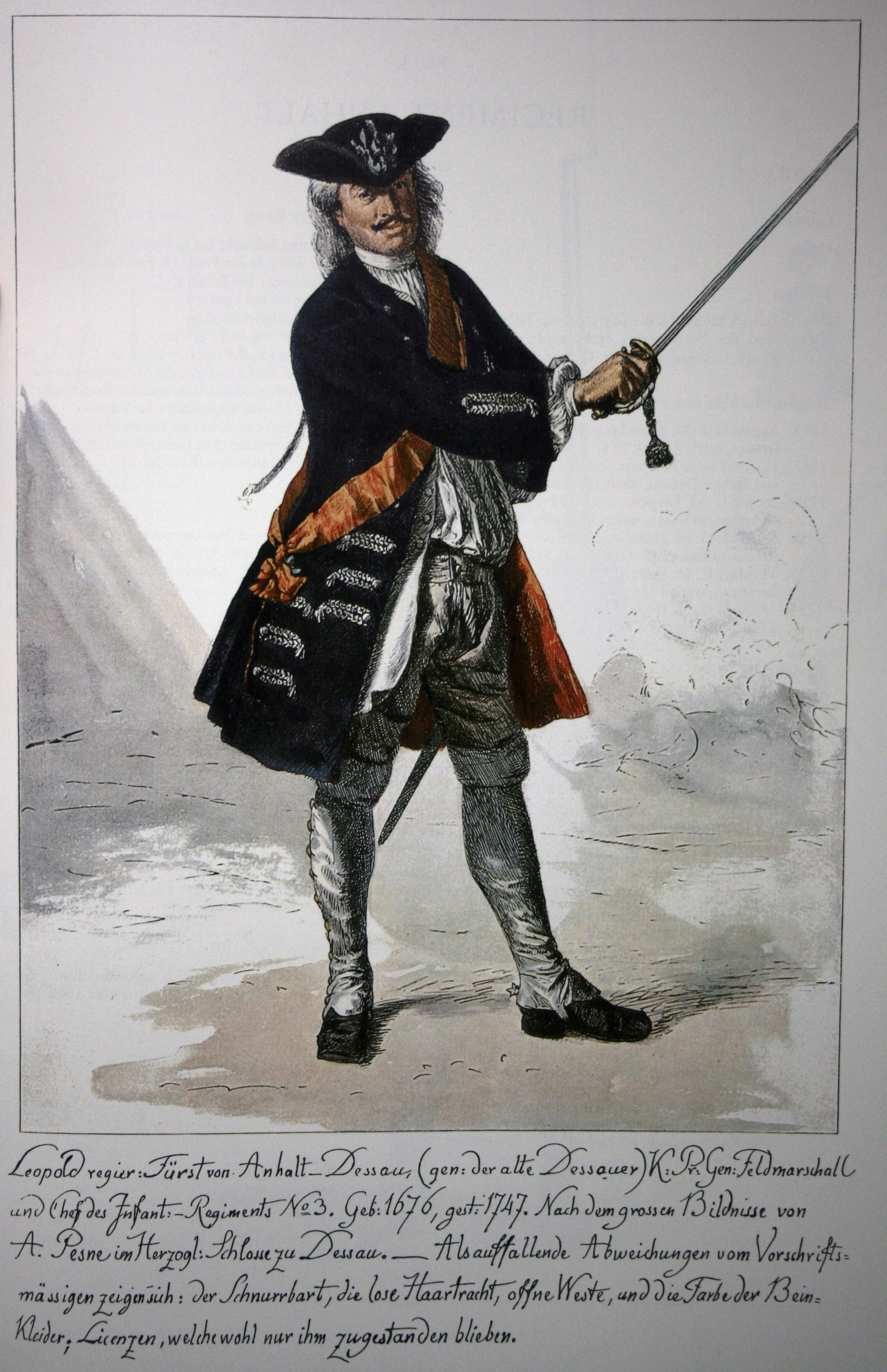
Leopoldo I di Anhalt-Dessau in una stampa d'epoca

La carriera di Leopoldo I come soldato in comandi di rilievo iniziò con lo scoppio della Guerra di successione spagnola. Egli apportò molti miglioramenti al sistema militare prussiano, introducendo in particolare un nuovo tipo di archibugio in metallo, nel 1700 circa, e prendendo il controllo delle truppe prussiane negli scontri sul Reno, prestando servizio anche all'Assedio di Kaiserswerth e Venlo. Negli anni seguenti (1703), ottenne il grado di luogotenente generale e prese parte all'Assedio di Bonnand combattendo nella battaglia di Höchstädt, nella quale gli austriaci ed i loro alleati prussiani vennero sconfitti dai francesi, comandati dal maresciallo Villars (20 settembre 1703). Nella campagna del 1704 il contingente prussiano e Leopoldo servirono sotto il comando del margravio Luigi Guglielmo di Baden-Baden e successivamente sotto il principe Eugenio di Savoia, e combatterono nella Battaglia di Blenheim.
Nel 1705 Leopoldo venne inviato presso il principe Eugenio in Italia, e il 16 agosto coimbatté nella Battaglia di Cassano d'Adda. Nella Battaglia di Torino, fu il primo ad entrare negli accampamenti nemici (7 settembre 1706). Egli prestò servizio in molte altre campagne militari in Italia, e passò dal principe Eugenio al duca John Churchill, duca di Marlborough nei Paesi Bassi, dove nel 1709 fu presente all'Assedio di Tournai ed alla Battaglia di Malplaquet.
Nel 1710 succedette nel comando dell'intero contingente prussiano al fronte, e nel 1712, su esplicito desiderio del principe ereditario, Federico Guglielmo, che aveva combattuto con lui come volontario, gli venne conferito il titolo di Feldmaresciallo. Poco prima di quest'onorificenza, infatti, aveva eseguito un coup de main al Castello di Mors, che era posseduto dagli olandesi ma che si trovava entro i confini delle terre prussiane. L'operazione venne eseguita con assoluta precisione e si riuscì addirittura a prevenire che il castello venisse dato alle fiamme. Nei primi anni di regno di Federico Guglielmo I di Prussia, il Principe di Dessau era uno degli elementi più influenti del Consiglio di Stato della Prussia.

## La campagna in Svezia
Anche se i prussiani erano naturalmente ostili alla Svezia, essi erano spaventati dall'idea di partecipare alla Grande guerra del Nord. Solo quando i russi ebbero sbaragliato gran parte dell'armata svedese, la Prussia si schierò apertamente contro la Svezia (1715). Leopoldo accompagnò il Re di Prussia al fronte, comandando un'armata di 40.000 uomini, e sconfiggendo le poche forze del re Carlo XII di Svezia in una dura battaglia sull'Isola di Rügen il 16 novembre e la conquista fu possibile assieme alle armate danesi dello Stralsund. L'aiutante di Leopoldo in questa campagna era Friedrich Wilhelm von Dossow. Nei successivi anni di pace, in particolare dopo le querele (1725) e il duello con il generale Friedrich Wilhelm von Grumbkow, si dedicò principalmente alla riforma dell'esercito prussiano.

## Riformatore di un esercito
La reputazione che ottenne in tutte le guerre tra il 1675 ed il 1715, era ottima, ma fu solo nel 1740 che raccolse la fama di grande riformatore. Il "Vecchio di Dessau" fu uno dei più duri disciplinatori e un allenatore tecnico della fanteria di valente successo e sotto il suo comando questa parte dell'esercito divenne formidabile nel combattimento. Egli era essenzialmente un soldato di fanteria; a quel tempo, l'artiglieria non decideva ancora le sorti delle battaglie, ma a farla da padrone era la cavalleria, nella quale pure Leopoldo riverso una piccola parte del proprio interesse militare con risultati rimarchevoli nella Battaglia di Mollwitz. Federico II di Prussia formò personalmente la cavalleria delle battaglie di Hohenfriedberg, ma essa non raggiunse mai, a detta dei contemporanei la perfezione della fanteria del "Vecchio di Dessau".
Leopoldo sostenne anche Federico Guglielmo, il quale del resto promosse diversi anni di pace con la Svezia. Durante tutta la sua carriera però, due eventi meritano di essere segnalati: il primo riguarda il suo intervento nel caso del principe ereditario Federico, il quale era stato condannato a morte per diserzione, facendo il possibile per sostenere la presenza di Federico nell'esercito prussiano; il secondo è la Guerra di successione polacca sul Reno, dove servì sotto il suo vecchio comandante, Eugenio di Savoia, pur avendo il grado di feldmaresciallo.

## Gli ultimi anni
Con la morte di Federico Guglielmo nel 1740, Federico succedette al padre al trono prussiano e alcuni mesi dopo si lanciò nell'impresa della conquista della Slesia, la prima di una serie di molte operazioni che interessarono l'area, mettendo alla prova il lavoro di formazione e disciplina intrapreso da Leopoldo sulla fanteria. Lo stesso Principe di Anhalt-Dessau non era utilizzato nell'esercito, ma si trovava direttamente sottoposto al comando di Federico. Il re infatti, trovò Leopoldo difficile in qualche modo da manovrare, e il Principe di Anhalt-Dessau spese gran parte degli anni dal 1745 al comando di un'armata d'osservazione sulla frontiera sassone.
In quell'anno inoltre, gli morì la moglie. Egli non aveva ancora settant'anni, ma la sua ultima campagna era destinata ad essere la migliore della sua vita. Una campagna intrapresa da austriaci e sassoni scoppiò dall'estate all'inverno di quell'anno e si diresse verso Berlino, difesa da una grande concentrazione di soldati prussiani. Federico, dalla Slesia, aveva intenzione di colpire gli austriaci presso Dresda, ma prima che egli arrivasse, Leopoldo (che aveva disatteso al proprio compito di osservatore) stava già conducendo una vittoriosa battaglia contro i sassoni a Kesselsdorf il 14 dicembre 1745. Tante furono le sue preghiere nella battaglia, dal momento che era un fervente luterano. Sul campo le sue parole furono:
Con questa vittoria si concluse la carriera di Leopoldo. Si ritirò dal servizio attivo e trascorse il resto della sua vita a Dessau, dove morì il 7 aprile del 1747.
Gli successe il figlio, Leopoldo. Un altro dei suoi figli Teodorico fu Generale prussiano. Il più famoso dei suoi figli fu Maurizio di Anhalt-Dessau.

## Monumenti, ricordi e leggende
- Il re Federico Guglielmo III di Prussia donò in onore dei generali del suo grande antenato Federico II di Prussia dei monumenti che furono eretti sulla Wilhelmplatz di Berlino nel 1860. La statua in marmo del principe Leopoldo I è stata creata dallo scultore Johann Gottfried Schadow in marmo di Carrara. I danni causati dalle intemperie, tuttavia, hanno reso necessario sostituire le statue di marmo con pezzi fusi in bronzo dopo solo alcuni decenni. Le statue di marmo furono inizialmente conservate in una rivista e dopo il completamento del Kaiser Friedrich Museum nel 1904 furono collocate nelle nicchie nella tromba delle scale posteriore, insieme a una statua del loro re.
- Il modello per la statua in bronzo del Vecchio Dessauer fu creato dallo scultore August Kiß sulla base della statua di Schadow, il casting fu eseguito presso il Royal Business Institute. La statua in bronzo fu eretta nel 1859 sul sito del monumento in marmo. In questo punto sopravvisse ad entrambe le guerre mondiali; tuttavia, il regime della DDR rimosse i monumenti e li conservò per ragioni ideologiche. Al momento del turno, si fermarono brevemente nell'area del giardino del piacere. Su iniziativa della Schadow-Gesellschaft di Berlino e reso possibile grazie alla sponsorizzazione, il Leopold di bronzo è stato restaurato nel 2005 quasi nella stessa posizione originale in Wilhelmplatz.
- Il 18 ottobre 1860, un'altra statua del Vecchio Dessauer fu svelata cerimoniosamente di fronte alla farmacia Adler sul Großer Markt a Dessau. Il fondatore era il duca di Anhalt; l'immagine fissa è un secondo cast del monumento in bronzo di Berlino di August Kiss dopo l'originale di Johann Gottfried Schadow. Questo monumento fu rimosso anche dopo la seconda guerra mondiale. Successivamente è stato ricostruito e ora può essere visto di fronte alla Marienkirche sulla Schlossplatz di Dessau.
- Quando Kaiser Wilhelm II annunciò la costruzione della "Siegesallee" in occasione del suo compleanno nel 1895, lo scultore Rudolf Siemering fu incaricato di creare la statua per il re Federico Guglielmo I di Prussia come 27º gruppo di monumenti. Heinrich Rüdiger von Ilgen a sinistra e Alte Dessauer a destra sono stati aggiunti come busti di assistenza. Il gruppo commemorativo fu solennemente inaugurato il 22 dicembre 1900 alla presenza dell'imperatore. Il busto leggermente danneggiato dell'Antica Dessauer è conservato nel lapidarium della Cittadella di Spandau.
- La splendida bara del "Vecchio Dessauer" nella cripta della Marienkirche del principe e del Leopoldo, distrutta durante i bombardamenti di Dessau il 7 marzo 1945 e nel successivo saccheggio, fu circondata da dodici figure di latta raffiguranti granatieri prussiani nella loro vecchia uniforme con i loro cappelli.
- Una marcia di fanteria lenta, Dessauer Marsch, prende il nome da Leopoldo I.
- Theodor Fontane gli ha dedicato una poesia. Si chiama The Old Dessauer.
- Alcune strade hanno preso il nome da lui, una a Berlino, Detmold o Snakes. Nessuna strada di Dessau è stata intitolata a lui dal 1945. Il Leopold Square a Berlino-Wedding porta il suo nome; nella zona nomi di strade dopo eventi del suo tempo e il principe ereditario; tale via Malplaquet e Hochstadt.
- Karl May stabilì per lui un memoriale letterario con un totale di nove humoresques, che apparvero dal 1875 al 1883 e furono ristampati in parte (a volte sotto altri titoli). I motivi ricorrenti di queste storie sono la pubblicità e l'incognito. Nel 1898 May stava ancora pianificando un'opera teatrale sul principe; non è stata più realizzata.
- Il principe Enrico di Prussia (1726-1802) dedicò una lapide commemorativa sulla parte anteriore del suo obelisco di Rheinsberg.
- Il reggimento di fanteria n. 26 (1º Magdeburgo), che esistette dal 1813 al 1918, portò il nome di "Principe Leopoldo di Anhalt-Dessau".

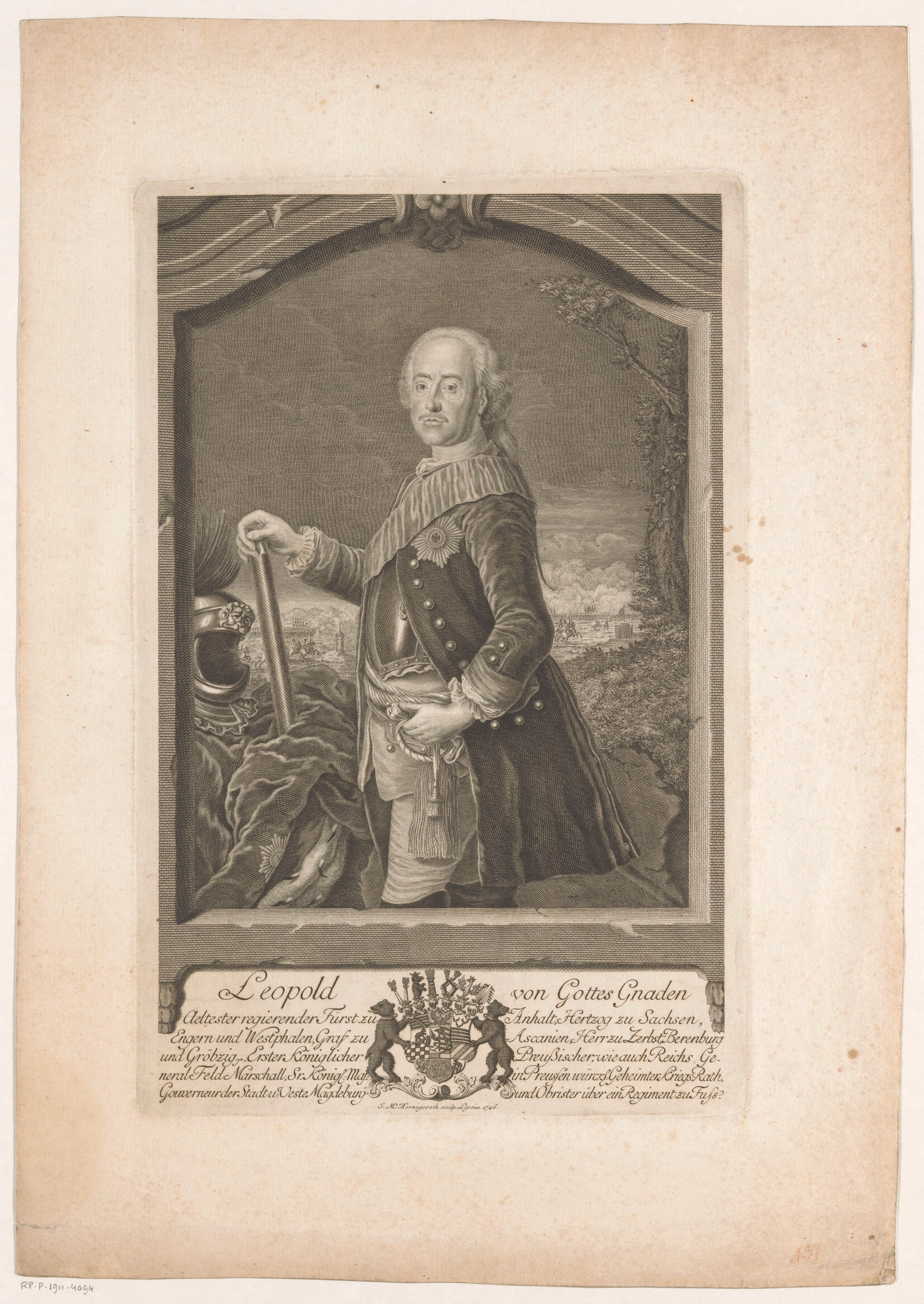

## Discendenti
Dalla moglie Anna Luisa Föhse ebbe dieci figli:
- Gustavo Guglielmo (1699-1737)
- Leopoldo Massimiliano (1700-1751)
- Dietrich (1702-1769)
- Federico Enrico (1705-1781)
- Enrichetta Maria (1707-1707)
- Luisa (1709-1732)
- Maurizio (1712-1760)
- Anna Guglielmina (1715-1780)
- Leopoldina Maria (1716-1782)
- Enrichetta Amalia (1720-1793)

## Ascendenza
|                                                    |                                    |                                                 | Genitori                                             |  |  | Nonni |  |  | Bisnonni                                        |  |  | Trisnonni                                |  |
|                                                    |                                    |                                                 |                                                      |  |  |       |  |  | Giovanni Giorgio I, I principe di Anhalt-Dessau |  |  | Gioacchino Ernesto, I principe di Anhalt |  |
|                                                    |                                    |                                                 |                                                      |  |  |       |  |  | Giovanni Giorgio I, I principe di Anhalt-Dessau |  |  | Gioacchino Ernesto, I principe di Anhalt |  |
|                                                    |                                    | Agnese di Barby-Mühlingen                       |                                                      |  |  |       |  |  | Giovanni Giorgio I, I principe di Anhalt-Dessau |  |  |                                          |  |
| Giovanni Casimiro, II principe di Anhalt-Dessau    |                                    |                                                 |                                                      |  |  |       |  |  | Giovanni Giorgio I, I principe di Anhalt-Dessau |  |  |                                          |  |
|                                                    |                                    | Dorotea del Palatinato-Simmern                  | Giovanni Casimiro, I principe del Palatinato-Lautern |  |  |       |  |  |                                                 |  |  |                                          |  |
|                                                    |                                    | Dorotea del Palatinato-Simmern                  | Giovanni Casimiro, I principe del Palatinato-Lautern |  |  |       |  |  |                                                 |  |  |                                          |  |
|                                                    |                                    | Dorotea del Palatinato-Simmern                  | Elisabetta di Sassonia                               |  |  |       |  |  |                                                 |  |  |                                          |  |
| Giovanni Giorgio II, III principe di Anhalt-Dessau |                                    | Dorotea del Palatinato-Simmern                  |                                                      |  |  |       |  |  |                                                 |  |  |                                          |  |
|                                                    |                                    | Maurizio, II langravio d'Assia-Kassel           | Guglielmo IV, I langravio d'Assia-Kassel             |  |  |       |  |  |                                                 |  |  |                                          |  |
|                                                    |                                    | Maurizio, II langravio d'Assia-Kassel           | Guglielmo IV, I langravio d'Assia-Kassel             |  |  |       |  |  |                                                 |  |  |                                          |  |
|                                                    |                                    | Maurizio, II langravio d'Assia-Kassel           | Sabina di Württemberg                                |  |  |       |  |  |                                                 |  |  |                                          |  |
| Agnese d'Assia-Kassel                              |                                    | Maurizio, II langravio d'Assia-Kassel           |                                                      |  |  |       |  |  |                                                 |  |  |                                          |  |
|                                                    |                                    | Giuliana di Nassau-Dillenburg                   | Giovanni VII, I conte di Nassau-Siegen               |  |  |       |  |  |                                                 |  |  |                                          |  |
|                                                    |                                    | Giuliana di Nassau-Dillenburg                   | Giovanni VII, I conte di Nassau-Siegen               |  |  |       |  |  |                                                 |  |  |                                          |  |
|                                                    |                                    | Giuliana di Nassau-Dillenburg                   | Maddalena di Waldeck-Wildungen                       |  |  |       |  |  |                                                 |  |  |                                          |  |
| Leopoldo I, IV principe di Anhalt-Dessau           |                                    | Giuliana di Nassau-Dillenburg                   |                                                      |  |  |       |  |  |                                                 |  |  |                                          |  |
|                                                    | Guglielmo I, XIX principe d'Orange | Guglielmo I, VIII conte di Nassau-Dillenburg    |                                                      |  |  |       |  |  |                                                 |  |  |                                          |  |
|                                                    | Guglielmo I, XIX principe d'Orange | Guglielmo I, VIII conte di Nassau-Dillenburg    |                                                      |  |  |       |  |  |                                                 |  |  |                                          |  |
|                                                    | Guglielmo I, XIX principe d'Orange | Giuliana di Stolberg-Wernigerode                |                                                      |  |  |       |  |  |                                                 |  |  |                                          |  |
| Federico Enrico, XXII principe d'Orange            | Guglielmo I, XIX principe d'Orange |                                                 |                                                      |  |  |       |  |  |                                                 |  |  |                                          |  |
|                                                    |                                    | Luisa di Coligny                                | Gaspare II, I conte di Coligny                       |  |  |       |  |  |                                                 |  |  |                                          |  |
|                                                    |                                    | Luisa di Coligny                                | Gaspare II, I conte di Coligny                       |  |  |       |  |  |                                                 |  |  |                                          |  |
|                                                    |                                    | Luisa di Coligny                                | Carlotta di Laval                                    |  |  |       |  |  |                                                 |  |  |                                          |  |
| Enrichetta Caterina d'Orange                       |                                    | Luisa di Coligny                                |                                                      |  |  |       |  |  |                                                 |  |  |                                          |  |
|                                                    |                                    | Giovanni Alberto I, IX conte di Solms-Braunfels | Corrado, VIII conte di Solms-Braunfels               |  |  |       |  |  |                                                 |  |  |                                          |  |
|                                                    |                                    | Giovanni Alberto I, IX conte di Solms-Braunfels | Corrado, VIII conte di Solms-Braunfels               |  |  |       |  |  |                                                 |  |  |                                          |  |
|                                                    |                                    | Giovanni Alberto I, IX conte di Solms-Braunfels | Elisabetta di Nassau-Dillenburg                      |  |  |       |  |  |                                                 |  |  |                                          |  |
| Amalia di Solms-Braunfels                          |                                    | Giovanni Alberto I, IX conte di Solms-Braunfels |                                                      |  |  |       |  |  |                                                 |  |  |                                          |  |
|                                                    |                                    | Agnese di Sayn-Wittgenstein                     | Ludovico I, VI conte di Sayn-Wittgenstein            |  |  |       |  |  |                                                 |  |  |                                          |  |
|                                                    |                                    | Agnese di Sayn-Wittgenstein                     | Ludovico I, VI conte di Sayn-Wittgenstein            |  |  |       |  |  |                                                 |  |  |                                          |  |
|                                                    |                                    | Agnese di Sayn-Wittgenstein                     | Elisabetta di Solms-Laubach                          |  |  |       |  |  |                                                 |  |  |                                          |  |
|                                                    |                                    | Agnese di Sayn-Wittgenstein                     |                                                      |  |  |       |  |  |                                                 |  |  |                                          |  |

## Onorificenze
Per i suoi successi militari e strategici come colonnello prussiano del reggimento "Anhalt a piedi" e luogotenente generale, fu accettato nel gennaio 1703 dal re Federico I come 23° cavaliere dell'Ordine dell'Aquila nera. Nel 1712 fu promosso feldmaresciallo prussiano, dal 1734 al secondo e dal 1745 al maresciallo di primo campo del Sacro Romano Impero. 

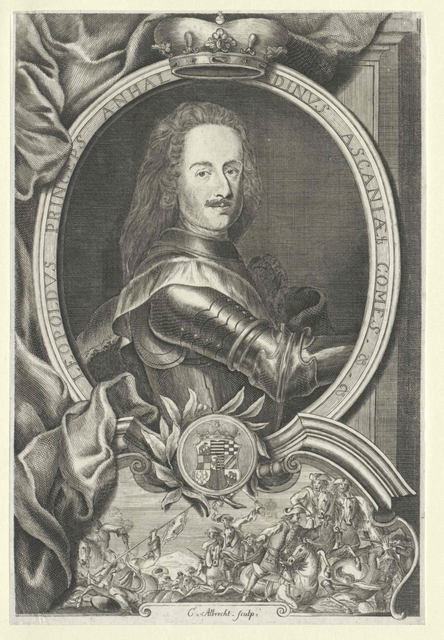

## Fonti
- Varnhagen von Ense, Preussische biographische Denkmale, vol. ii. (3rd ed., 1872); Militär Konversations-Lexikon, vol. ii. (Leipzig, 1833)
- Anonimo, Fürst Leopold I. von Anhalt und seine Söhne (Dessau, 1852); G Pauli, Leben grosser Heiden, vol. vi.
- von Orlich, Prinz Moritz von Anhalt-Dessau (Berlin, 1842)
- Crousatz, Militärische Denkwürdigkeiten des Fürsten Leopold von Anhalt-Dessau (1875) supplements to Militär Wochenblatt (1878 and 1889)
- Siebigk, Selbstbiographie des Fürsten Leopold von Anhalt-Dessau (Dessau, 1860 and 1876)
- Hosaus, Zur Biographie des Fürsten Leopold von Anhalt-Dessau (Dessau, 1876)
- Würdig, Des Alten Dessauers Leben und Taten (3rd ed., Dessau, 1903)
- Briefe König Friedrich Wilhelms I. an den Fürsten L. (Berlin, 1905).

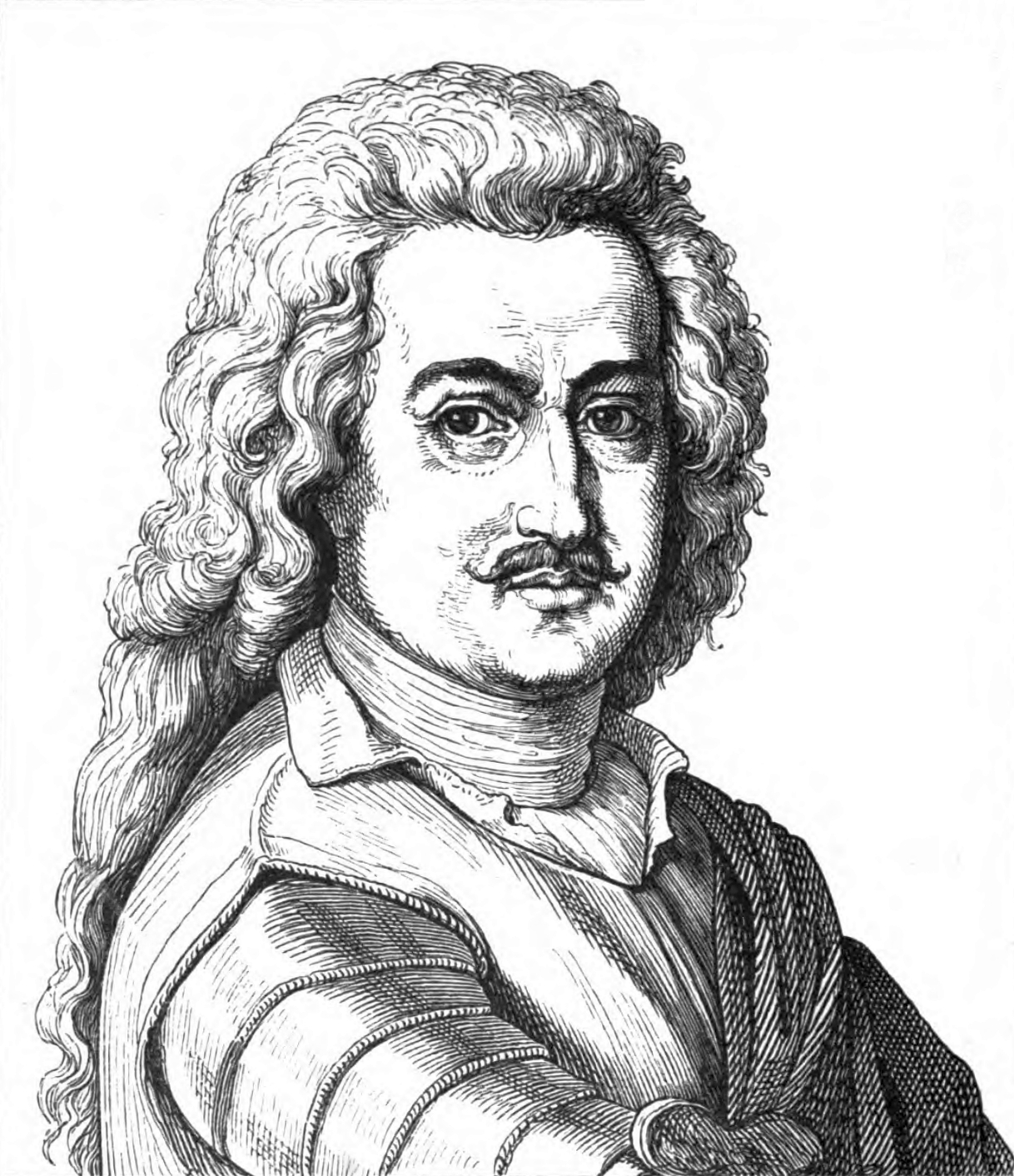
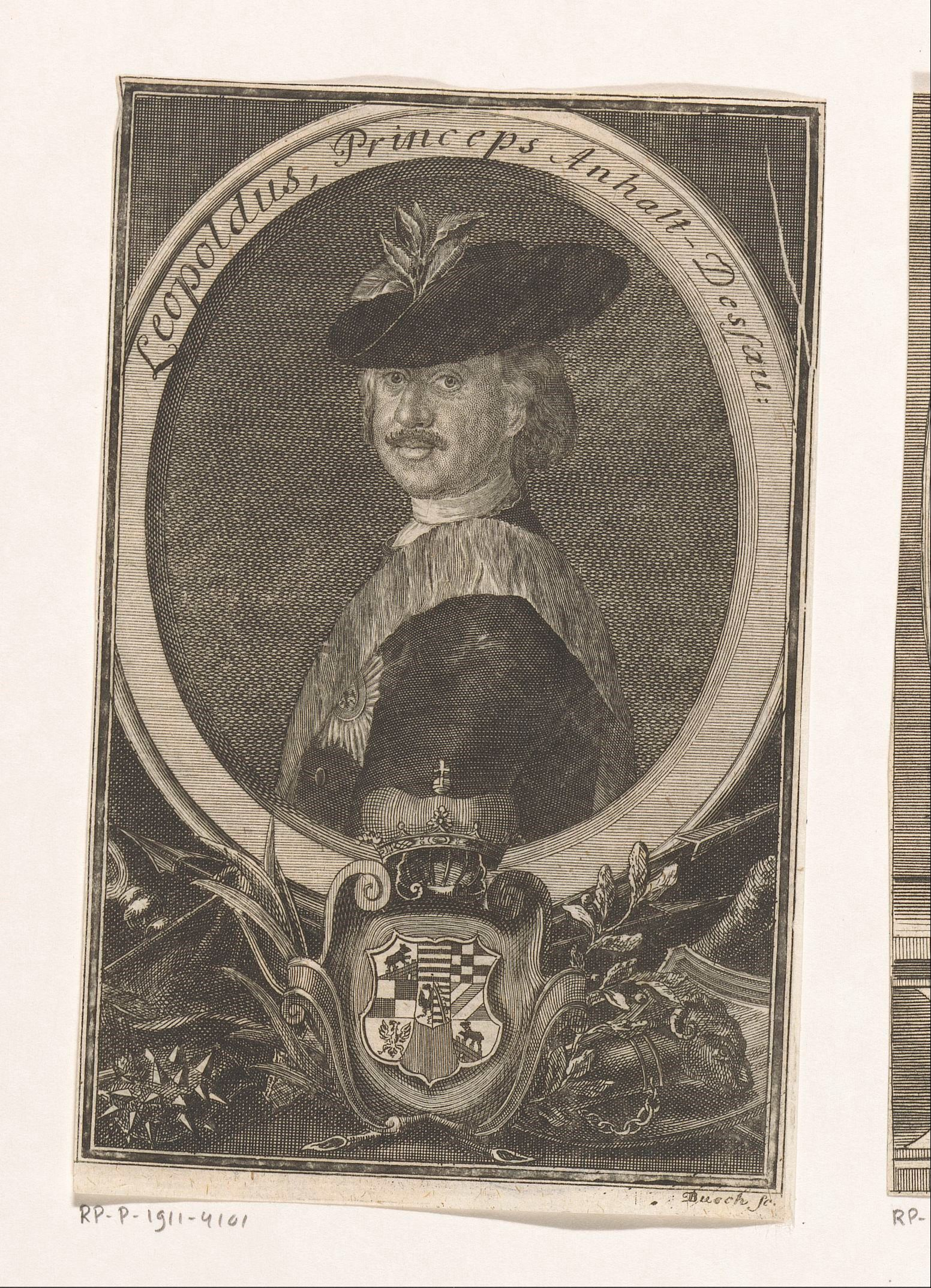
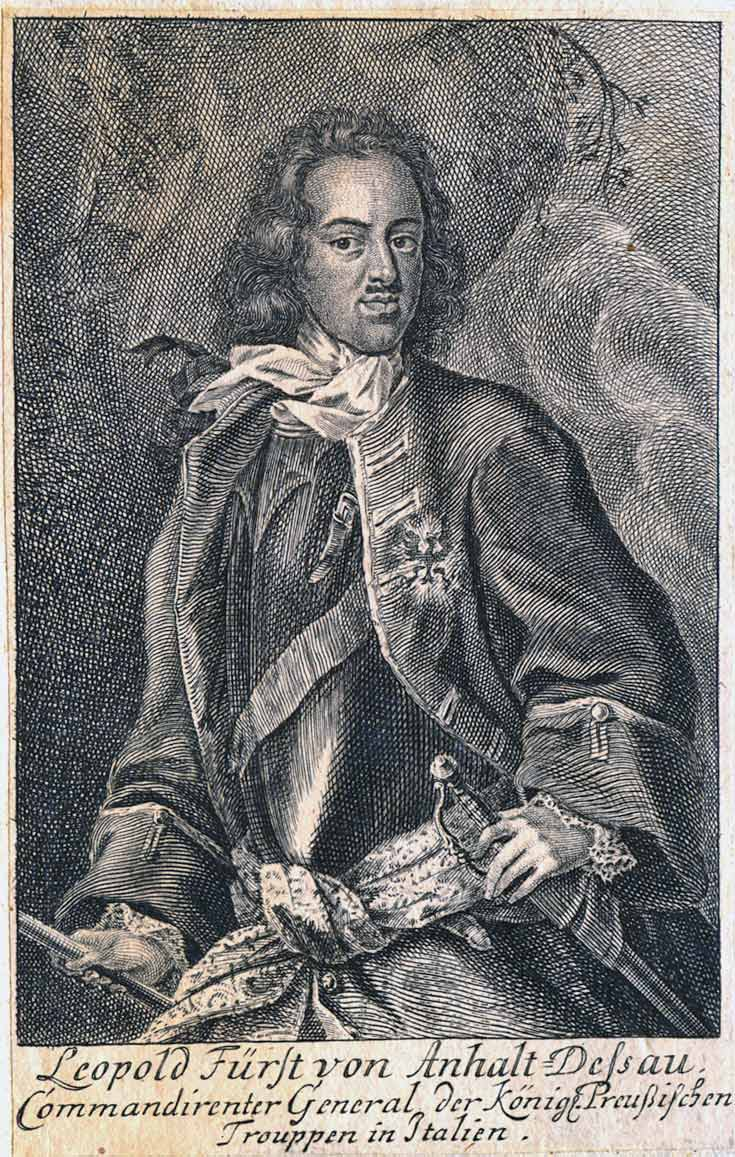
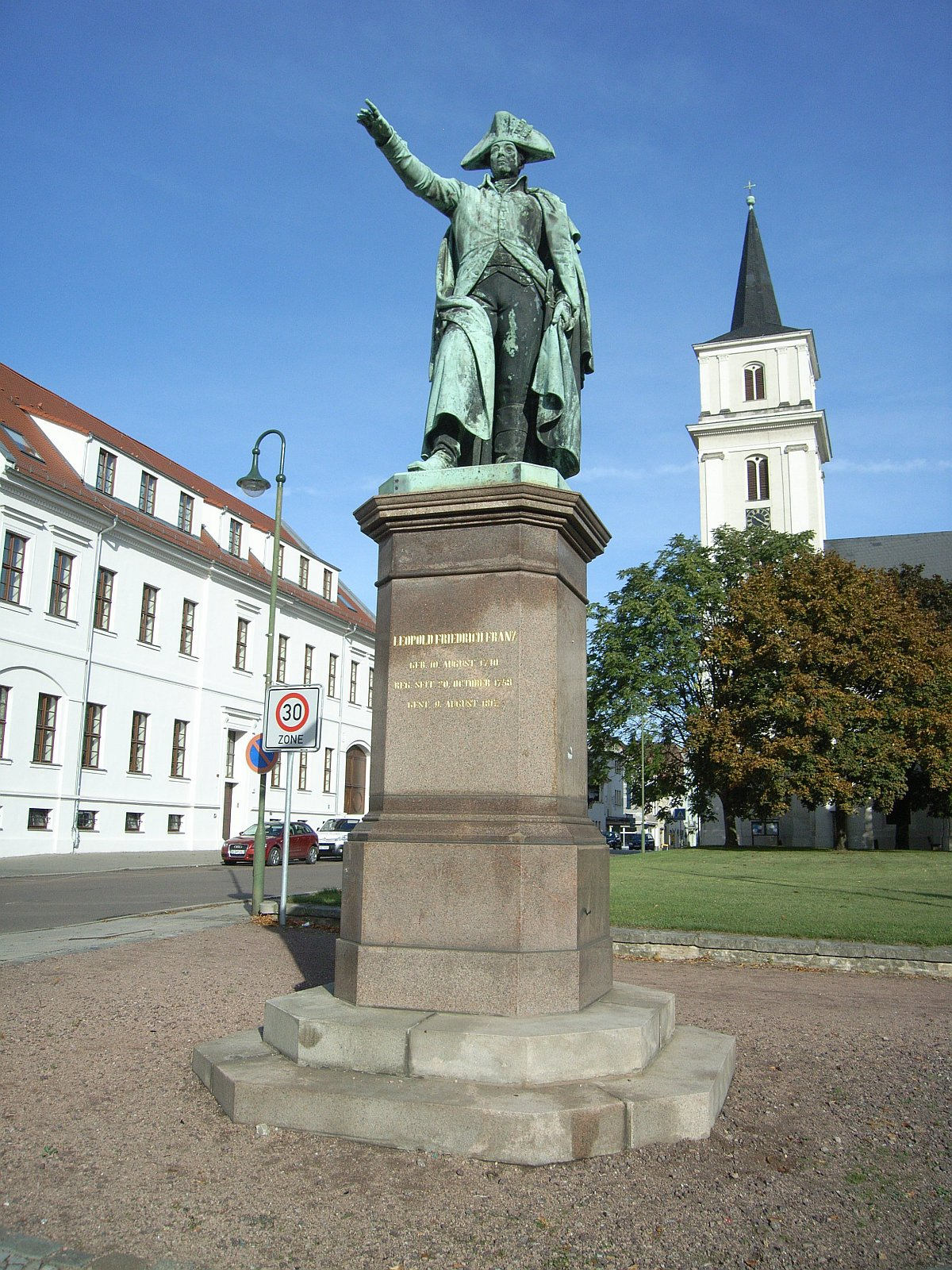
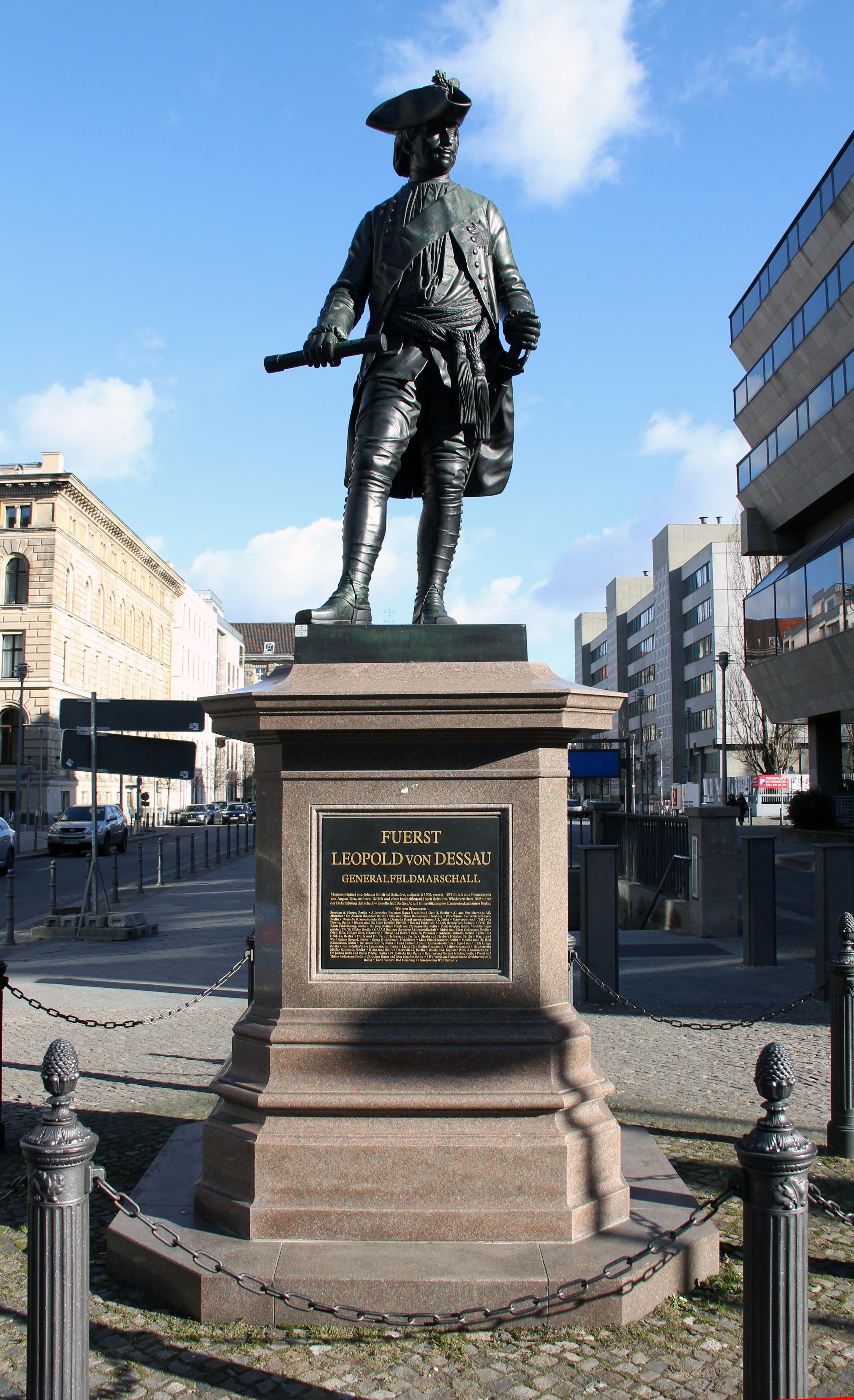
Monumento a Leopoldo I a Berlino
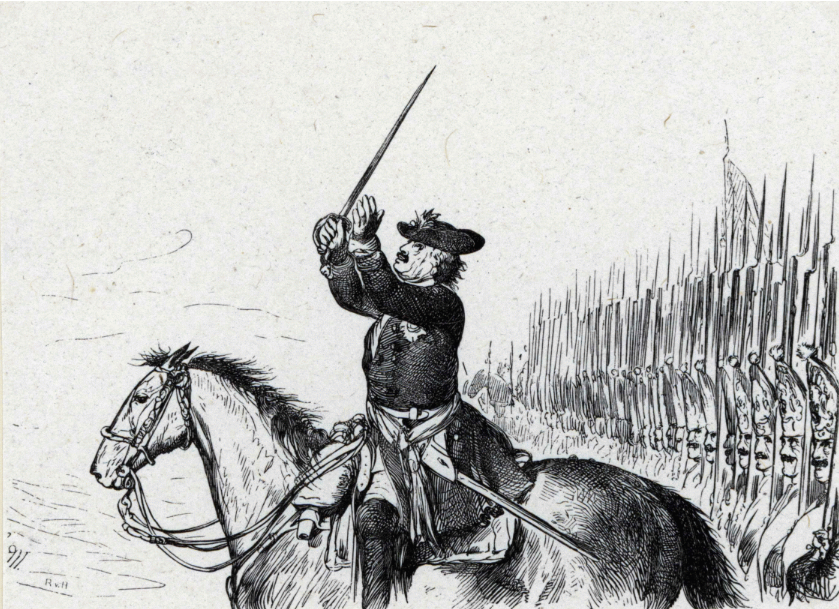
Leopoldo I che prega prima di una battaglia essendo lui un fervente luterano